# Kunzer
Kunzer is een stad en “notified area” in het district Baramulla van het Indiase unieterritorium Jammu en Kasjmir.

## Demografie
Volgens de Indiase volkstelling van 2001 wonen er 1.901 mensen in Kunzer, waarvan 47% mannelijk en 53% vrouwelijk is. De plaats heeft een alfabetiseringsgraad van 46%.